# Anadón
Anadón es una localidad y municipio español de la provincia de Teruel, perteneciente a la comunidad autónoma de Aragón. Parte de la comarca de Cuencas Mineras, cuenta con una población de 34 habitantes (INE 2024) y tiene una extensión de 24,62 km². La población está al pie del monte "La Muela".

## Historia
En 1328, Alfonso IV vendió Huesa y sus aldeas a Pedro de Luna,[cita requerida] pasando a formar parte de Sesma de la Honor de Huesa en la Comunidad de Aldeas de Daroca, comunidad de aldeas que en 1838 fue disuelta.
Hacia mediados del siglo XIX, el lugar, ya por entonces con ayuntamiento propio, tenía contabilizada una población de 305 habitantes. Aparece descrito en el segundo volumen del Diccionario geográfico-estadístico-histórico de España y sus posesiones de Ultramar de Pascual Madoz con las siguientes palabras:

ANADON: l. con ayunt. de la prov. de Teruel (13 leg.), part. jud. de Segura (1 1/2), adm. de rent. de Calamocha (3), aud. terr., c. g. y dióc. de Zaragoza (13 1/2): sit. en un llano á la falda de una sierra que se estiende 4 leg. de E. á O., y le resguarda de los vientos del N., pero le castigan con violencia los del O., que hacen su clima muy frio aunque sano; los hab. de este pueblo adolecen por lo general de unos bultos, que principiando por debajo de la barba, los van rodeando casi todo el cuello, crecen con la edad y mueren con ellos, aun cuando lleguen á una muy avanzada: hasta el dia no se ha encontrado remedio alguno á este género de dolencia: tiene 94 casas, 9 de ellas sin habitar, y 5 arruinadas, distribuidas en calles angostas y mal empedradas, y una gran plaza donde está la igl. parr., bajo la advocacíon de Sta. Maria la Mayor, servida por un cura y un sacristan: el curato es de segundo ascenso y se provee por S. M. ó el diocesano, mediando oposicion en concurso general: se edificó el templo en el año de 1173, y consta de una nave con 8 altares bastante bien adornados, y una torre de poca elevacion: no muy dist. del pueblo, hay una ermita dedicada á San Jorge. Confina el térm. con los de Maicas, Huesa, Rodilla, Salcedillo y Segura, formando el diámetro de una hora. El terreno es de secano, pero no por esto dejan de ser las tierras que se cultivan de buena calidad, aunque por la naturaleza del cielo y frialdad de la temperatura no admite cierto género de simientes. Frente del pueblo forma una val ó planicie, y por el lado del N. al pie de la cord. arriba indicada una gran umbria. Hácia la misma parte hay un monte carrascal muy espeso, aunque no de mucha estension, y cubierto de yerbas de pasto. Prod.: mucho trigo, cebada, avena, ganado lanar, cabrio y abundante caza: ind.: dos telares de poco comercio: pobl.: 76 vec.: 305 alm.: cap. imp.; 24,400: contr.; 6,148 rs.
(Madoz, 1845, p. 269)

## Demografía
Anadón cuenta con una población de 34 habitantes (INE 2024).
| Gráfica de evolución demográfica de Anadón entre 1842 y 2021                                                        |
| |
| Población de derecho según los censos de población del INE Población de hecho según los censos de población del INE |

## Administración y política
| Período   | Alcalde                | Partido | Partido |
| --------- | ---------------------- | ------- | ------- |
| 1979-1983 | Casimiro García Millán | UCD     |         |
| 1983-1987 | Casimiro García Millán | AP      |         |
| 1987-1991 | Casimiro García Millán | AP      |         |
| 1991-1995 | Casimiro García Millán | PP      |         |
| 1995-1999 | Casimiro García Millán | PP      |         |
| 1999-2003 | Casimiro García Millán | PP      |         |
| 2003-2007 | Casimiro García Millán | PP      |         |
| 2007-2011 | Casimiro García Millán | PP      |         |
| 2011-2015 | Luis García Roche      | PP      |         |
| 2015-2019 | Luis García Roche      | PP      |         |

| Partido político    | Partido político                                   | 2003   | 2007   | 2011   | 2015   |
| Partido político    | Partido político                                   | Ediles | Ediles | Ediles | Ediles |
|                     | Partido Popular de Aragón (PP)                     | 1      | 1      | 1      | 1      |
|                     | Partido de los Socialistas de Aragón (PSOE-Aragón) | —      | —      | —      | —      |
| Total de concejales | Total de concejales                                | 1      | 1      | 1      | 1      |